# Warmia Olsztyn (piłka ręczna)
OKPR Warmia Energa – polski klub piłki ręcznej z siedzibą w Olsztynie, założony w 1998 roku po odłączeniu sekcji piłki ręcznej z Kolejowego Klubu Sportowego Warmia Olsztyn. W sezonach 2005/2006 – 2011/2012 występował w najwyższej klasie rozgrywkowej. Od sezonu 2012/2013 do sezonu 2020/2021 występował w rozgrywkach I ligi, gr. A. W sezonie 2020/2021 wygrał rozgrywki I ligi gr. A i awansował do Ligi Centralnej. Po dwóch sezonach opuścił zaplecze Superligi i występuje w grupie A I ligi.

## Udział w rozgrywkach
- sezon 1997/1998 – udział w rozgrywkach międzywojewódzkich, awans do zreorganizowanej II ligi
- sezon 1998/1999 – udział w rozgrywkach II ligi, zakończenie sezonu na 5. miejscu
- sezon 1999/2000 – udział w rozgrywkach II ligi
- sezon 2000/2001 – udział w rozgrywkach II ligi, awans I ligi
- sezon 2001/2002 – udział w rozgrywkach I ligi, zakończenie sezonu na 3. miejscu
- sezon 2002/2003 – udział w rozgrywkach I ligi, zakończenie sezonu na 5. miejscu
- sezon 2003/2004 – udział w rozgrywkach I ligi, zakończenie sezonu na 4. miejscu
- sezon 2004/2005 – udział w rozgrywkach I ligi grupa A, zakończenie sezonu na 2. miejscu, awans do ekstraklasy
- sezon 2005/2006 – udział w rozgrywkach Ekstraklasy, zakończenie sezonu na 8. miejscu
- sezon 2006/2007 – udział w rozgrywkach Ekstraklasy, zakończenie sezonu na 8. miejscu
- sezon 2007/2008 – udział w rozgrywkach Ekstraklasy, zakończenie sezonu na 9. miejscu
- sezon 2008/2009 – udział w rozgrywkach Ekstraklasy, zakończenie sezonu na 5. miejscu
- sezon 2009/2010 – udział w rozgrywkach Ekstraklasy, zakończenie sezonu na 6. miejscu
- sezon 2010/2011 – udział w rozgrywkach Superligi (dawna Ekstraklasa), zakończenie sezonu na 5. miejscu
- sezon 2011/2012 – udział w rozgrywkach Superligi, zakończenie sezonu na 11. miejscu, spadek do I ligi grupy A
- sezon 2012/2013 – udział w rozgrywkach I ligi grupa A, zakończenie sezonu na 4. miejscu
- sezon 2013/2014 – udział w rozgrywkach I ligi grupa A, zakończenie sezonu na 4. miejscu
- sezon 2014/2015 – udział w rozgrywkach I ligi grupa A, zakończenie sezonu na 6. miejscu
- sezon 2015/2016 – udział w rozgrywkach I ligi grupa A, zakończenie sezonu na 2. miejscu, baraże o Superligę
- sezon 2016/2017 – udział w rozgrywkach I ligi grupa A, zakończenie sezonu na 3. miejscu
- sezon 2017/2018 – udział w rozgrywkach I ligi grupa A, zakończenie sezonu na 2. miejscu
- sezon 2018/2019 - udział w rozgrywkach I ligi grupa A, zakończenie sezonu na 4. miejscu
- sezon 2019/2020 - udział w rozgrywkach I ligi grupa A, zakończenie sezonu na 2. miejscu
- sezon 2020/2021 - udział w rozgrywkach I ligi grupa A, zakończenie sezonu na 1. miejscu, udział w Turnieju Mistrzów o Ligę Centralną
- sezon 2021/2022 - udział w rozgrywkach Ligi Centralnej, zakończenie sezonu na 11. miejscu
- sezon 2022/2023 - udział w rozgrywkach Ligi Centralnej, zakończenie sezonu na 14. miejscu, spadek do I ligi grupy A
- sezon 2023/2024 - udział w rozgrywkach I ligi grupa A, zakończenie sezonu na 2. miejscu

### Sukcesy
- awans do I ligi w sezonie 2000/2001
- awans do Ekstraklasy w sezonie 2004/2005
- 5. miejsce w Ekstraklasie w sezonie 2008/2009
- 2010 - Mistrz Polski w plażowej piłce ręcznej (Warmia Traveland Olsztyn)
- 1. miejsce w I lidze gr. A w sezonie 2020/2021 i awans do Ligi Centralnej

### Statystyki
- Najwyższe zwycięstwo – 37:24 z Miedzią Legnica (sezon 2005/06)
- Najwyższa porażka – 25:46 z Vive Kielce (sezon 2006/07)
- Najwięcej zdobytych bramek w jednym spotkaniu – 40 z Olimpią Piekary Śląskie – (sezon 2007/08 – 40:31)
- Najwięcej straconych bramek w jednym spotkaniu – 46 z Vive Kielce (sezon 2006/07 – 25:46)
- Najmniej zdobytych bramek w jednym spotkaniu – 15 z Miedzią Legnica (sezon 2005/06 – 15:23)
- Najmniej straconych bramek w jednym spotkaniu – 19 ze Śląskiem Wrocław (sezon 2006/07 – 33:19)

### Trenerzy
Obecny trener
- Mateusz Antolak

Byli trenerzy
| lp. | imię i nazwisko       |
| --- | --------------------- |
| 1.  | Mieczysław Nowak      |
| 2.  | Konstanty Targoński   |
| 3.  | Marek Niedźwiecki     |
| 4.  | Giennadiy Kamelin     |
| 5.  | Zdzisław Czoska       |
| 6.  | Edward Strząbała      |
| 7.  | Krzysztof Kisiel      |
| 8.  | Aleksander Malinowski |
| 9.  | Zbigniew Tłuczyński   |
| 10. | Krzysztof Maciejewski |
| 11. | Karol Adamowicz       |
| 12  | Giennadiy Kamelin     |
| 13  | Daniel Żółtak         |
| 14  | Jarosław Knopik       |